# Calamaria apraeocularis
Calamaria apraeocularis är en ormart som beskrevs av Smith 1927. Calamaria apraeocularis ingår i släktet Calamaria och familjen snokar. Inga underarter finns listade.
Arten förekommer på sydvästra Sulawesi. Honor lägger ägg.